# Обоянь

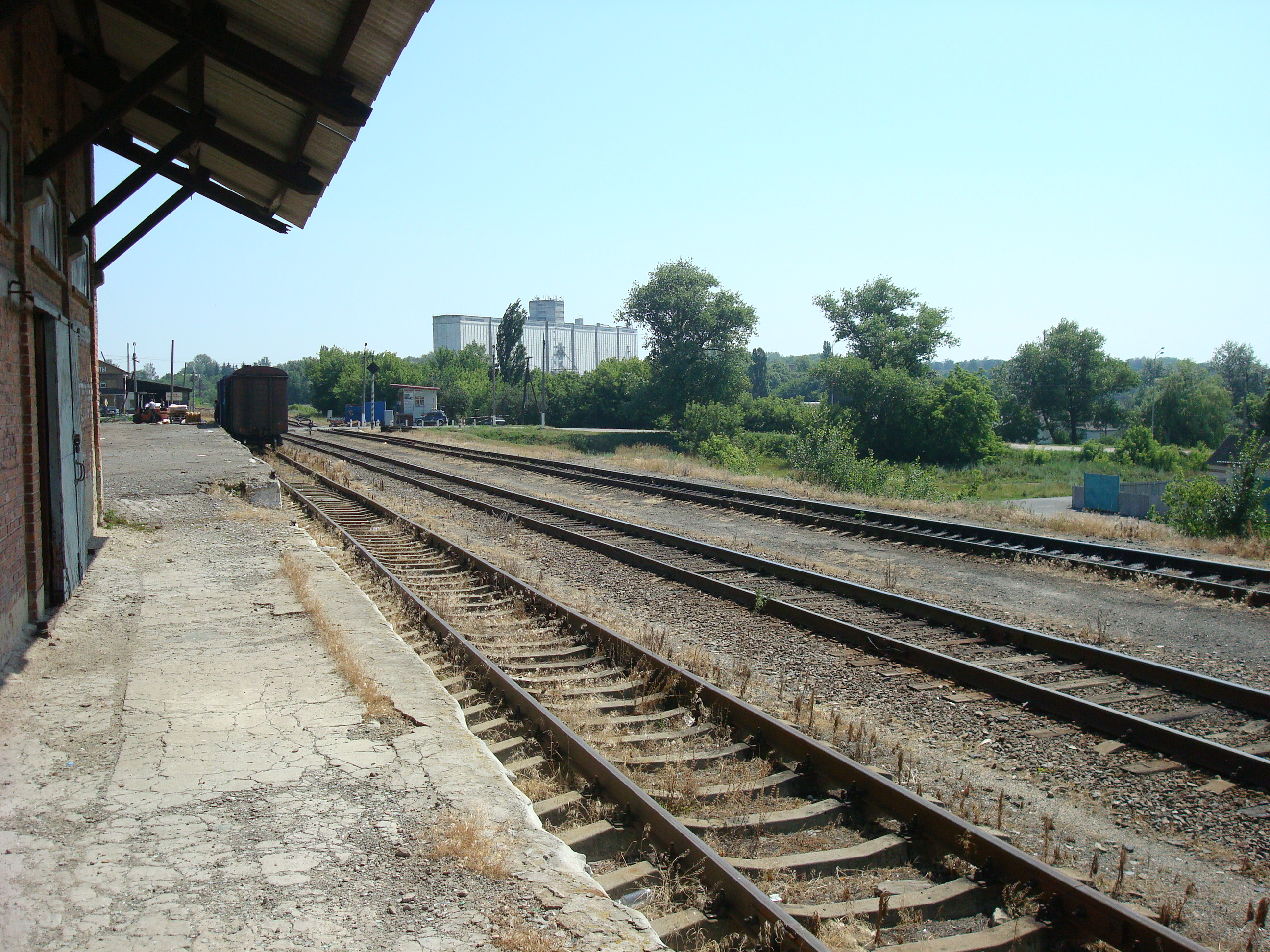
Железная дорога, многопутный железнодорожный переезд федеральной трассы, позади — элеватор

Обоя́нь — город в России, административный центр Обоянского района Курской области. Основан в 1649 году, статус города с 1779 года.
Образует городское поселение город Обоянь.
Население — 11 671 чел. (2024).

## География
Город расположен в устье мелкой речки Обоянки, которая разбивает его на две половины, на берегу реки Псёл (приток Днепра), на автомагистрали М-2 «Крым» (Е 105) между Курском (60 км на север от Обояни) и Белгородом (70 км на юг).
Одноимённая железнодорожная станция на однопутном тепловозном ответвлении Ржава — Обоянь (31 км) от магистрали Москва — Севастополь.

## История
Русский историк Н. М. Карамзин ошибочно отождествлял с городом Обоянь городок с названием Веяхань или Беяхань, упоминаемый впервые в Ипатьевской летописи в 1147 году и находившийся между Посемьем и переяславскими владениями на реке Терн притоке реки Сулы (Сумская обл. Украины).
Одним из первых упоминаний об Обояни считается отказная грамота от 30 июля 1638 года царя Михаила Фёдоровича, выданная по челобитной детей боярских из Курска, просивших выделить им землю.

### Основание
Построению крепости предшествовала челобитная курян и белгородцев царю Михаилу Фёдоровичу. Челобитная была послана в июле 1638 года белгородским воеводой Петром Пожарским. Текст челобитной:

«Бьют челом разных городов Курчане и Белгородцы дворяне и детишки боярския и казаки и стрельцы и всякие служилые люди. Милосердный Государь, Царь и Великий Князь всея Руси Михаил Федорович, пожалуй нас, вели, Государь, города строить меж Курска и Белгорода на половинах — от Курска 60 верст и от Белгорода 60 же верст, на устье реки Баяни, а то Баянское городище, искони вечно, от Муравской сакмы верст с 10. А как по твоему Государеву указу, бываем мы на твоей Государевой службе в станицах и на вестех, и в том дальнем проезде наша братия погибает и в поляне живот свой мучим безвыходно. А к тому баянскому городищу приходят с Русской стороны реки Псла, меж больших лесов поля пашенныя, и нам детишкам боярским поместныя земли будут во многих в крепких местах».
Ответ на челобитную:

«…Июля в 7 день писал сие к нам челобитную Курчан и Белгородцев детей боярских и казаков и стрельцов и всяких служилых людей. А в челобитной их написано, что меж Курска и Белагорода на половинах от Курска 60 же верст, меж Псла и усть речки Бояни Боянское городище, а то Боянское городище от Муравской сакмы верст за тридесять. И как они по нашему указу бывают в посылках, в приезжих станицах и на вестях из Белагорода в Курск и из Курска в Белагороде, живут на вестях и с вестями ездят Муравским шляхом. И на Муравском шляху в проездах татарова емлют в полон, а которые утеклецы, и те бегают к Боянскому городищу к лесам и укры-ваючи татар теми лесами в Белагород и Курск с вестями приезжают. И нам бы их пожаловать велел на том Боянском городище устроити жилой городок служилых людей из детей боярских, и стрельцов, и казаков, и пушкарей, и защитников землёю, пашнями и сенными покосы и всякими угодьи устроить. …И как к тебе сия наша грамота придет и ты б велел тово Боянского городища, и отписать и на чертеж начертить…»
В 1639 году чертеж был составлен. Он числится в описи 1668 года архива Разрядного приказа.

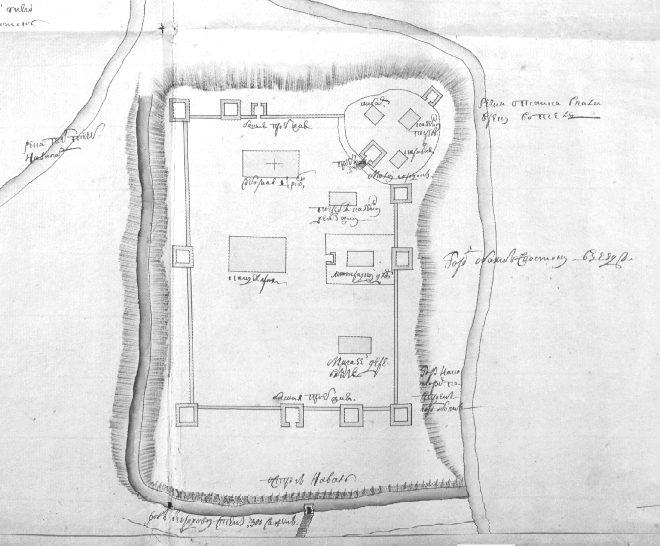
Фрагмент плана Обоянского острога 1712 года

Летом 1647 года, уже в правление Алексея Михайловича, на берег Псла был отправлен новый отряд под предводительством стольника Ивана Васильевича Бутурлина, в задачу которого входило провести обмеры древних городищ. 7 сентября 7156 года (1647) Бутурлиным в разрядный приказ была подана роспись городищам, в которой содержится подробное описание Обоянского городища. Именно по этому чертежу возводилась первая Обоянская крепость.
26 февраля 1649 года царь Алексей Михайлович послал в Карпов воеводе Автомону Ивановичу Еропкину указ об устройстве жилого острога на Обоянском городище. Строительство было поручено Андрею Покушелову. Однако, через некоторое время царь резко сменил свою позицию. Возможно, до него дошли слухи о том, что Покушелов участвовал в волнениях, прокатившихся по стране после соляного бунта. Хотя более вероятно то, что он поплатился за своё правдорубство.
5 июля 1649 года был издан царский указ, согласно которому возведение острога возлагалось на воеводу Ивана Никитича Колтовского.
Будущие жители Обояни выбирались на «вечное житье» из курских и орловских ссыльных, проходящих службу в Карпове. Добровольно на новое место перебирались очень и очень немногие. Стрельцы не выбирались, а по приказу отправлялись на новое место службы.
27 июля 1649 года Колтовский с небольшим отрядом прибыл в Курск. 29 июля, после получения всего необходимого для постройки крепости, отряд выдвинулся в сторону Обоянского городища. Дорога заняла два дня.
25 августа 1649 года в отписной записке Колтовский сообщал, что общее количество прибывших составляет 607 человек, из которых 203 составляют стрельцы.
Долгое время датой основания Обояни считалось 16 августа 1639 года, ссылаясь на «Историческую летопись курского дворянства» А. А. Танкова. Однако оказалось, что в документе, на который опирался А. А. Танков, датой основания города указано 16 августа (26 августа по новому стилю) 1649 года:

«Государю царю и великому князю Алексею Михайловичу всеа Руси холоп твой, Ивашко Колтовской, челом бьёт. В прошлом, государь, во 157-м году, июля в 5 день, по твоему государеву цареву и великого князя Алексея Михайловича всеа Русии указу послан я, холоп твой, на твою государеву службу на Обоянское городище. А велено, государь, мне, холопу твоему, на реке Псле, против Бокаева шляху, на Обоянском городище поставить жилой город со всеми крепостьми… И по твоему государеву цареву и великого князя Алексея Михайловича всеа Русии указу пришол я, холоп твой, на твою государеву службу на Обоянском городище с ратными людми, з детьми боярскими и з стрельцами во 157-м же году августа в 1 день и Обоянскоя городища измерил трёхаршиною саженью и августа ж, государь, в 16 числе, на Спасов день, на Обоянском городище молебен пели и воду осветя и Обоянское городища святою водою окропили и между речки Обоянки и крутого боярака обложили два города, трои ворота, адиннадцать глухих башен, и о том государь я, холоп твой, писал к тебе, Государю царю и великому князю Алексею Михайловичю всеа Русии того ж числа.»

Строительство велось энергично. В ноябре 1649 года Колтовский отправил в Москву роспись и чертёж Обоянского острога. К декабрю 1649 года крепость была уже практически возведена. Однако для первых поселенцев зима прошла очень тяжело. Голод и болезни унесли жизни большого количества жителей. Многие начали подаваться в бега. За время строительства сбежало 27 стрельцов.
Одновременно со строительством острога возводились пригородные слободы: Казачья, Пушкарская и Стрелецкая.
В августе 1650 года строительство острога было окончено.
3 сентября 1650 года новым воеводой Обояни был назначен Осип Степанович Арсеньев.
Наиболее ранним дошедшим до нас описанием крепости является роспись Обояни, составленная по царскому наказу писцом, тульским дворянином Михаилом Масловым и карповским подьячим Федором Оловянниковым.
В 1658 году Обоянский уезд вошёл в состав Белгородского разряда. К тому времени на территории уезда числилось свыше сорока населённых пунктов.
В 1699 году в Обояни впервые прошли выборы городского бургомистра. Первым из них стал Терентий Чикин.

### Российская империя

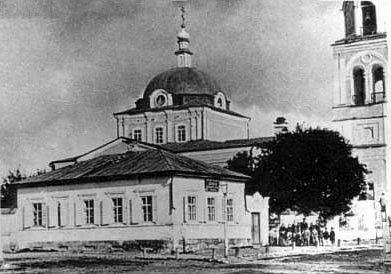
Смоленская церковь. Фото начала XX века.

В 1708 году при проведении областной реформы Петра I Обоянский уезд был упразднён, Обоянь была приписана к Киевской губернии, а при разделении губерний на провинции изначально была центром Обоянской провинции, а в 1719 году отнесена к Белгородской провинции той же губернии. C 20 октября (по старому стилю) 1721 года по 1 сентября (по старому стилю) 1917 года в составе Российской империи. С 1727 года — в Белгородской губернии. Тогда же был образован Обоянский дистрикт, возглавляемый земским комиссаром Г. А. Спешневым до 1720 года. В 1721 году его место занял Харлам Петрович Переверзев, которого в 1722 году сменил Дмитрий Петрович Мелентьев.
В 1727 году была проведена очередная административно-территориальная реформа, вернувшая уезды и воевод.
В первой четверти XVIII века в Обоянском уезде проживало значительное количество черкасов (1872 человека мужского пола в 1720 году), что значительно усложняло управление территорией.
В 1743 году построена не сохранившаяся до наших дней Троицкая церковь, в 1790 г. — Смоленская церковь.

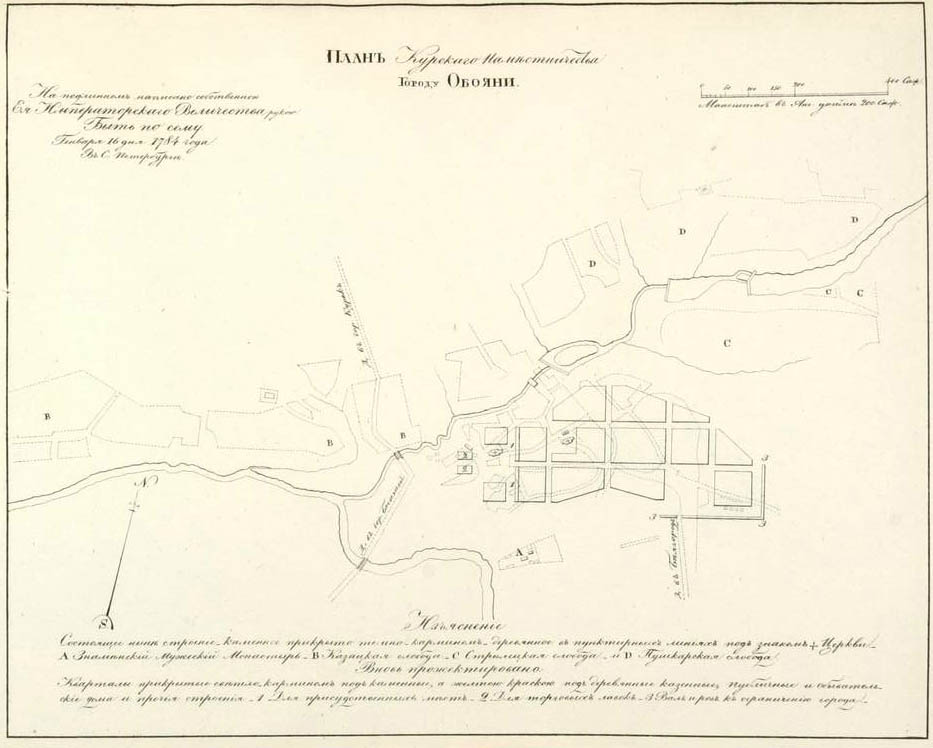
План города 1839 года

В 1779 году Обоянь официально утверждена городом и стала уездным центром вновь образованного Обоянского уезда Курского наместничества (преобразованного в 1796 году в Курскую губернию). В 1780 году город получил герб.
В 1805 году город представлял в плане неправильный пятиугольник, имевший в окружности 5 вёрст 500 сажень. В нём насчитывалось 540 обывательских домов. В 1812 г. было открыто уездное училище, в 1836 г. — приходское. В 1841 году построена Ильинская церковь, а в 1842 г. — Георгиевская.
Во время Крымской войны была сформирована дружина (носившая название «сорок седьмая»), которая с 22 по 28 августа участвовала в обороне Севастополя. 750 ратников из дружины были награждены серебряными медалями «За защиту Севастополя».

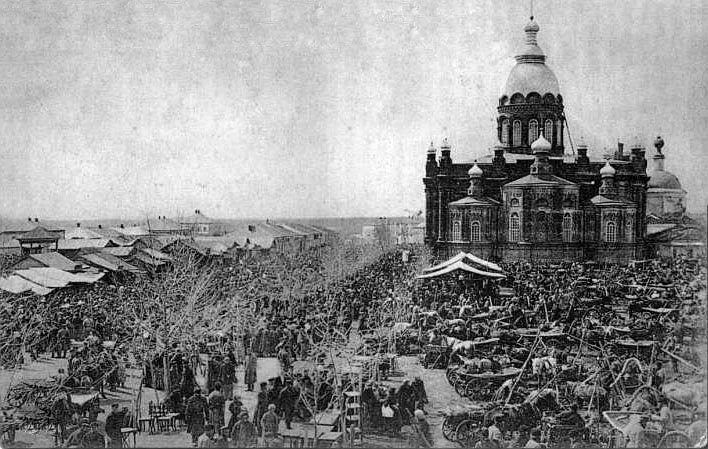
Базарная площадь. Начало XX века.

В 1861 году в Обояни проживало 5,5 тысяч человек, из которых на долю мещан и купцов приходилось 80 %.
В 1882 году узкоколейка протяжённостью 29,3 версты соединила город со станцией Ржава. В конце XIX века в городе насчитывалось 6 кожевенных заводов, на которых работало всего 13 наёмных рабочих; также имелись гончарный, мыловаренный, свечно-восковой и кирпичный заводы.
В 1896 году в городе проживало 6 995 человек, в том числе: мещан — 5126, купцов и почетных граждан — 318, дворян — 182, духовенства — 189, военных — 310, крестьян — 849, прочих сословий — 21. В городе было 428 каменных и 1107 деревянных домов 1.

В 1891 году началось строительство собора Александра Невского и Троицкого собора. В 1892 году открыта женская гимназия.

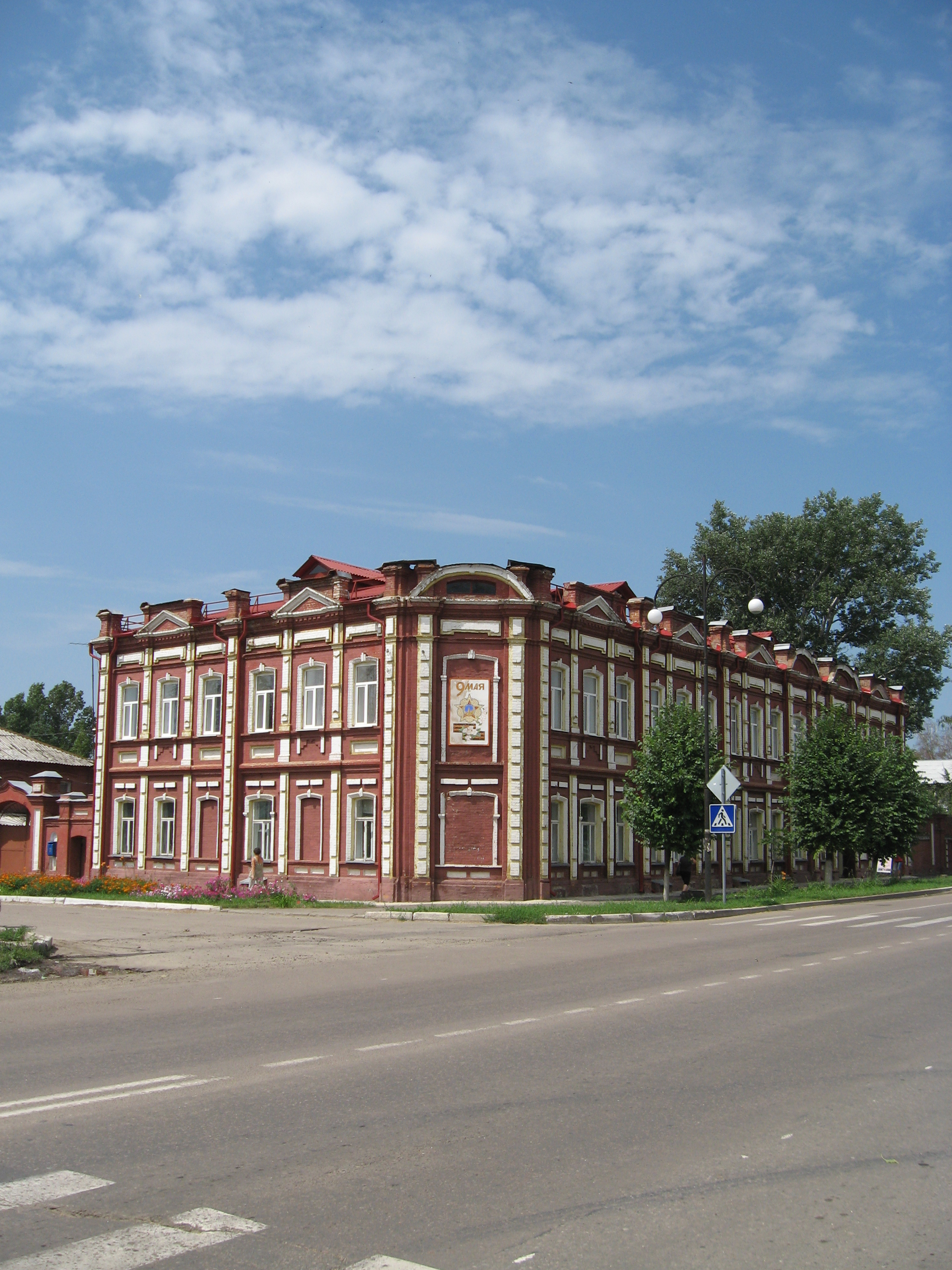
Здание постройки 1888 года, находящееся на углу улицы Луначарского и улицы Жукова; ранее здесь размещалась Обоянская женская гимназия, с 1936 года — педагогическое училище. В 1919 году в нём была организована первая Обоянская комсомольская ячейка, в память о чём на фасаде установлена мемориальная доска.

В 1916 году население составляло 13 426 человек. Промышленность составляли маслобойный паровой завод, 4 ветряных мельницы, 3 синельных, 2 кожевенных, медоваренный, восковой и салотопный заводы (на всех предприятиях работало около 40 наёмных рабочих).

#### Крестьянские волнения и РСДРП
Начало XX века не внесло никаких положительных изменений в жизнь крестьянства. В 1905 году на территории уезда крестьянам принадлежало только 10 % земли, тогда как дворянам — 65 %.
Деятельность РСДРП в Обоянском уезде впервые проявилась в сентябре 1904 года, когда были изъяты несколько листовок.
В ноябре 1905 года весь уезд охватили крестьянские волнения. 10 ноября начались поджоги дворянских имений. За неделю было сожжено 14 таковых. Всего же за 1905 год было отмечено 22 выступления.
В 1906 году в Обояни была организована подпольная группа РСДРП. В неё входили телеграфист железнодорожной станции А. Ф. Непиющий, учительница А. И. Сойникова, А. Г. Яковлев, М. Ф. Полякова. В группу входил будущий соредактор «Правды» Лев Сосновский. Подпольщики собирались на Садовской даче.
В 1907 году группа была разгромлена, а её участники отправлены в ссылки.

### Февральская революция
После падения самодержавия председатель земской управы М. Прибытков был назначен временным комиссаром уезда. 18 марта 1917 года был избран исполнительный комитет под началом уездного воинского начальника полковника М. Х. Харкевича, преимущественно состоящий из буржуазии и помещиков.
Февральская революция не принесла существенных изменений в жизнь уезда и города, так как у власти оставались всё те же люди.
6 августа 1917 года был избран совет крестьянских депутатов, преимущественно состоящий из эсеров и меньшевиков. Тогда же в Обоянь стали возвращаться из ссылок большевики.
Недовольство буржуазной властью всё чаще перерастало в крестьянские выступления. В деревнях начался захват помещичьей земли, порубки леса. 3 октября в селах уезда были организованны сельские советы крестьянских депутатов.
С 1 сентября по 25 октября (по старому стилю) 1917 года в составе Российской республики.

### В гражданскую войну
В конце ноября 1917 года революционные части Обоянского уезда разбили корниловцев[прояснить].
В декабре 1917 года в Обояни был организован временный революционный совет. 15 января 1918 года уездное собрание крестьянских представителей избрало постоянный революционный совет. Был сформирован 1-й Обоянский добровольческий красногвардейский полк. Дома буржуазии занимались под учреждения и училища.
После того, как правительство большевиков заключило сепаратный мир с Германией, германские войска заняли Украину, а затем в соседствующую с ней Курскую губернию (начало марта 1918 года). Вместе с ними двигались войска Центральной рады Украины. 17 апреля 1918 года в город вступил отряд германских войск. Вскоре создалась угроза Курску. Но, уже 19 апреля красногвардейцы выбили немцев из Обояни. Полностью был уничтожен отряд украинской армии.
После изгнания германских войск в городе был создан совет рабочих, солдатских и крестьянских депутатов. 5 мая большевики Обояни избрали свой первый партийный комитет во главе с Г. П. Косухиным, заместителем П. П. Афанасьевым (делегат II Всероссийского съезда советов), секретарём И. Г. Кабановым. 22 июня создана уездная партийная организация.
В апреле 1919 года на Восточном фронте армия верховного правителя России адмирала А. В. Колчака перешла в наступление. Из Обояни на восток был отправлен добровольческий отряд из 200 человек и маршевые роты из 5-го запасного батальона. 3 мая 1919 года городское заседание РКП (б) приняло постановление об отправке на Восточный фронт 52-x из 105 членов партии.
Летом 1919 года на Южном фронте развернулось наступление Вооруженных сил Юга России. В Обояни был создан оперативный штаб обороны города и уезда, который возглавили военком С. И. Исаков, предукома РКП(б) П. П. Афанасьев, предуисполкома Н. Ф. Дубровский, а также представитель губкома Г. П. Косухин. Город и уезд были объявлены на осадном положении. Охрана города была возложена на коммунистический отряд и милицию.
С 1 по 15 июля обоянский военкомат направил в воинские части 3274 человека. Но 17 августа 2-й Корниловский ударный полк выбил большевиков из Обояни. 30 августа город был отбит красными. 13 сентября в ходе ожесточённых боёв белые вновь заняли Обоянь, а к концу сентября — всю губернию. Помещикам вернули изъятую у них землю. В ночь на 20 ноября на реке Псёл были расстреляны первые борцы за советскую власть[прояснить]. Их трупы были сброшены под лёд. После занятия города красными было извлечено 28 обезображенных тел. В память о жертвах белого террора в 1972 году на южной окраине города был установлен памятник.
После потери Курска белые отошли к Обояни. 24 ноября полки 2-й и 3-й бригад латышской дивизии Ф. К. Калныньша вели бои, однако занять город наступлением им не удалось. 26 ноября 3-я бригада К. А. Стуцки окончательно овладела Обоянью.
20 января 1921 года в Курскую губернию ненадолго вошли отряды Махно, 22 января — в Обоянский уезд.
Г. П. Косухин, председатель укома РКП(б) погиб в 1919 году под Пермью. Организатор союза молодёжи в Обояни Н. И. Винокуров погиб в боях с басмачами в Средней Азии 21 июля 1921 года. В феврале 1921 года А. Ф. Непиющий был избран делегатом на X съезд РКП (б), участвовал в подавлении Кронштадтского восстания матросов. В честь него названа одна из улиц Льгова. А. И. Сойникова в 1922 году была избрана делегатом XI съезда РКП (б). А. А. Косухин в марте 1920 году был назначен старшим ответственным уполномоченным особого отдела ВЧК при 5-й армии для сопровождения остатков царского золотого запаса из Иркутска в Казань. Его именем названа одна из улиц Обояни, а в Рыбинских Будах ему установлен памятник.

### Советский период

#### После гражданской войны
После гражданской войны Обоянь начала усиленно развиваться. Стала издаваться газета «За коммуну».
C декабря 1922 года в составе Российской Советской Федеративной Социалистической Республики Союза Советских Социалистических Республик.
В 1930 году был открыт педагогический техникум (с 1936 года — педучилище), в 1936 году — библиотечный техникум.
В 1924 году были уничтожены Обоянский Богородицко-Знаменский мужской монастырь (основанный в 1664 году) и его церкви. На месте, где стоял монастырь, сейчас установлен поклонный крест. Здание Обоянского духовного училища сохранилось, но заброшено, до 1987 года в нём располагалась средняя школа № 1.
На 1935 год в Обояни действовали МТС, сушильный завод, маслодельный завод, инкубаторно-птицеводческая станция, яично-птичный комбинат, 2 мельничных комбината, 2 кирпичных завода, 2 кустарно-промысловых артели и артель инвалидов. В числе коммунальных предприятий были баня, электростанция, гостиница. Также в городе функционировали почта, телеграф, телефон, радиоузел, библиотека, общественный сад, гортеатр, кинотеатр, дом соцкультыта, дом крестьянина, больница, 16 магазинов, 4 столовых, 3 начальных школы, 2 неполных средних и одна средняя школы, советско-партийная школа, тракторно-механическая школа.

#### Во время Великой Отечественной войны
1941 — 1942
11 ноября 1941 года Обоянь была занята немцами/ Оккупация продлилась 15 месяцев. За годы войны было осуществлено две попытки освобождения города: в январе 1942 года и феврале 1943 года.
В январе 1942 года советские войска подошли к городу и с боями вошли на его окраину. С 4 по 10 января 1942 года в городе и его окрестностях шли ожесточённые бои. С советской стороны в боях принимали участие 169-я стрелковая дивизия полковника С. М. Рогачевского, 10-я танковая бригада полковника В. А. Бутмана и 8-я мотострелковая дивизия войск НКВД полковника В. Ф. Крылова. Советским войскам на курско-обоянском направлении противостоял 29 армейский корпус из состава 6-й  армии вермахта. В результате ожесточённых боев советские войска понесли большие потери и были остановлены.
1943
В феврале 1943 года на Обоянском направлении действовали войска 38-й армии генерал-лейтенанта Н. Е. Чибисова Воронежского фронта во время Харьковской наступательной операции 2.02. — 3.03.1943 года.
Освобождение города было возложено на части 303-й Сибирской стрелковой дивизии полковника К. С. Федоровского, в честь которого названа одна из улиц города.
Утром 8 февраля 1943 года 849-й стрелковый полк майора М. К. Губанова вышел на западную окраину города, а 845-й полк майора В. В. Быкова и 847-й полк подполковника Ф. С. Тверетинова на северо-восточную и южную окраины, отрезав фашистам путь отхода. Утром 18 февраля Обоянь была полностью освобождена от немцев.
18 марта 1943 года представитель Ставки Верховного Главнокомандования Маршал Советского Союза А. М. Василевский прибыл в Обоянь. Решением Ставки южнее Обояни была переброшена 21-я армия и 1-я танковая армия генерал-лейтенанта М. Е. Катукова. К 23-му марта линия фронта в районе Обояни стабилизировалась. В том же году, в ходе Курской битвы немцам не удалось вновь захватить город, хотя первоначальное общее направление удара с юга было именно в район Обояни.

#### Послевоенный период
В 1945 году была восстановлена электростанция.
В 1947 году началось строительство завода «Изоплит», в 1957 году введен в эксплуатацию.
В 1948 году с целью планомерного изучения Курских магнитных аномалий Министерством геологии СССР создана и структурно оформлена Курская геофизическая экспедиция. База экспедиции с 1950 года располагается в г. Обоянь.
В 1950 году через город прошла автомагистраль Москва — Симферополь, были построены мосты через реку Псёл и речку Обоянку.

### Современность
В 2006 году на центральных улицах Обояни были поставлены декоративные фонари.
В 2008 году открыта строившаяся 20 лет объездная дорога вокруг города. До этого проезд через него затруднялся светофором и железнодорожным переездом. Дорога позволила пустить транзитный транспорт в обход центральных улиц, что ускорило проезд, но усложнило жизнь местной мелкой торговле.

### Исторические названия улиц
После установления советской власти, в Обояни была переименована большая часть дореволюционных названий улиц.
| Дореволюционные названия | Современные (советские) названия |
| ------------------------ | -------------------------------- |
| Красниковская улица      | Дзержинского                     |
| Мещанская улица          | Фрунзе                           |
| Каменная улица           | Шмидта                           |
| Курская улица            | Ленина                           |
| Монастырская улица       | 1-го мая                         |
| Заводская улица          | Токарева                         |
| 1-я Тимская улица        | Красноармейская                  |
| 1-я Белгородская улица   | Луначарского                     |
| 2-я Белгородская улица   | 8-го марта                       |
| Георгиевская улица       | III-го Интернационала            |
| Водный проспект          | ул. Якуба Колоса                 |
| Сенная площадь           | ул. Юных пионеров                |
| Красная площадь          | ул. Петрова                      |
| 1-я Знаменская улица     | Жукова                           |
| 2-я Знаменская улица     | Володарского                     |
| 3-я Знаменская улица     | Федоровского                     |

## Население
| 1856    | 1862    | 1897    | 1916    | 1923    | 1926    | 1931    | 1939    | 1959    |
| ------- | ------- | ------- | ------- | ------- | ------- | ------- | ------- | ------- |
| 5400    | ↗5639   | ↗11 872 | ↗13 426 | ↘6198   | ↘5700   | ↗12 300 | ↘7850   | ↗11 894 |
| 1970    | 1979    | 1989    | 1992    | 1996    | 1998    | 2000    | 2001    | 2002    |
| ↗13 409 | ↗14 359 | ↗15 360 | ↗15 500 | ↗15 700 | →15 700 | ↘15 400 | ↘15 100 | ↘14 618 |
| 2003    | 2005    | 2006    | 2007    | 2008    | 2009    | 2010    | 2011    | 2012    |
| ↘14 600 | ↘14 100 | ↘13 800 | ↘13 700 | ↗13 706 | ↗13 789 | ↘13 565 | ↗13 600 | ↘13 573 |
| 2013    | 2014    | 2015    | 2016    | 2017    | 2018    | 2019    | 2020    | 2021    |
| ↗13 641 | ↘13 465 | ↘13 422 | ↘13 410 | ↗13 413 | ↘13 339 | ↘13 254 | ↘13 242 | ↘11 844 |
| 2023    | 2024    |         |         |         |         |         |         |         |
| ↘11 754 | ↘11 671 |         |         |         |         |         |         |         |

На 1 января 2025 года по численности населения город находился на 874-м месте из 1124 городов Российской Федерации.
Национальный состав
По итогам переписи населения 2020 года проживали следующие национальности (национальности менее 0,1 % и другое, см. в сноске к строке «Другие»):
| Национальность | Численность, чел. | Доля     |
| -------------- | ----------------- | -------- |
| Русские        | 11 401            | 96,26 %  |
| Армяне         | 56                | 0,47 %   |
| Украинцы       | 34                | 0,29 %   |
| Другие         | 353               | 2,98 %   |
| Итого          | 11 844            | 100,00 % |

## Экономика
- Обоянский элеватор;
- Завод древесноволокнистых плит (ДВП);
- Завод резинотехнических изделий (РТИ);
- Семенной завод;

## Культура

### Учреждения культуры
- Кинотеатр «Россия».
- Краеведческий музей на улице Ленина.

### Этнография
В русской диалектологии известен «обоянский архаический диссимилятивный тип аканья» — один из нескольких типов аканья. Рядом исследователей он считался прародителем аканья в русском языке.

### В культуре
Обоянь упоминается в произведениях искусства. Городу посвящён фельетон А. П. Чехова «Холодной воды!». Обоянь упоминается в тексте повести Ю. П. Германа «Лапшин» и в фильме «Мой друг Иван Лапшин»: один из задержанных Лапшиным «вламывал» в Обояни сезонником на скотобойне.

## Достопримечательности
- Мемориальный комплекс в честь советских воинов, павших в битве на Курской дуге в 1943 году.
- Памятник летчикам, погибшим на Обоянской земле.
- Памятник погибшим за советскую власть в 1919 году.
- Памятник «Скорбящий воин» в честь земляков, погибших в локальных конфликтах.
- Памятники и бюсты В. И. Ленина.
- Смоленская церковь.
- Свято-Троицкий собор.
- Храм Александра Невского.
- В городе на доме № 41 по ул. Луначарского установлена мемориальная доска профессору Владимиру Львовичу Симиренко[40].

## Интересные факты
- В России практически каждый населённый пункт имел ёмкую поэтическую характеристику. Про жителей Обояни говорили: «Обоянские — бога не боянские». Также известна поговорка: «Куда ни кинь, куда ни глянь, кругом родная Обоянь».
- В комплиментах обоянским девушкам традиционно обыгрывается слово «обаятельная». Поскольку приём — очевидный, древний и избитый, то требуется особая сноровка в том, чтобы его использовать. В свою очередь, обоянские девушки столько раз слышали о своем обаянии, что просто не могли не развить эту черту характера до совершенства.

## Образовательные учреждения

### Школы
- Средняя школа № 1;
- Средняя школа № 2;
- Средняя школа № 3;
- Обоянская специальная (коррекционная) общеобразовательная школа-интернат VIII вида;
- Обоянь является неофициальным «Городом дальнобойщиков»

### Среднее профессионально-техническое образование
- Профессиональный лицей № 23;
- Обоянский филиал Курского колледжа культуры (бывший Обоянский библиотечный колледж);
- Обоянский педагогический колледж[41];
- Обоянский аграрно-технический техникум;

## Галерея

Виды города
Памятник летчикам
Памятник погибшим за советскую власть в 1919 году
Памятник В. И. Ленину
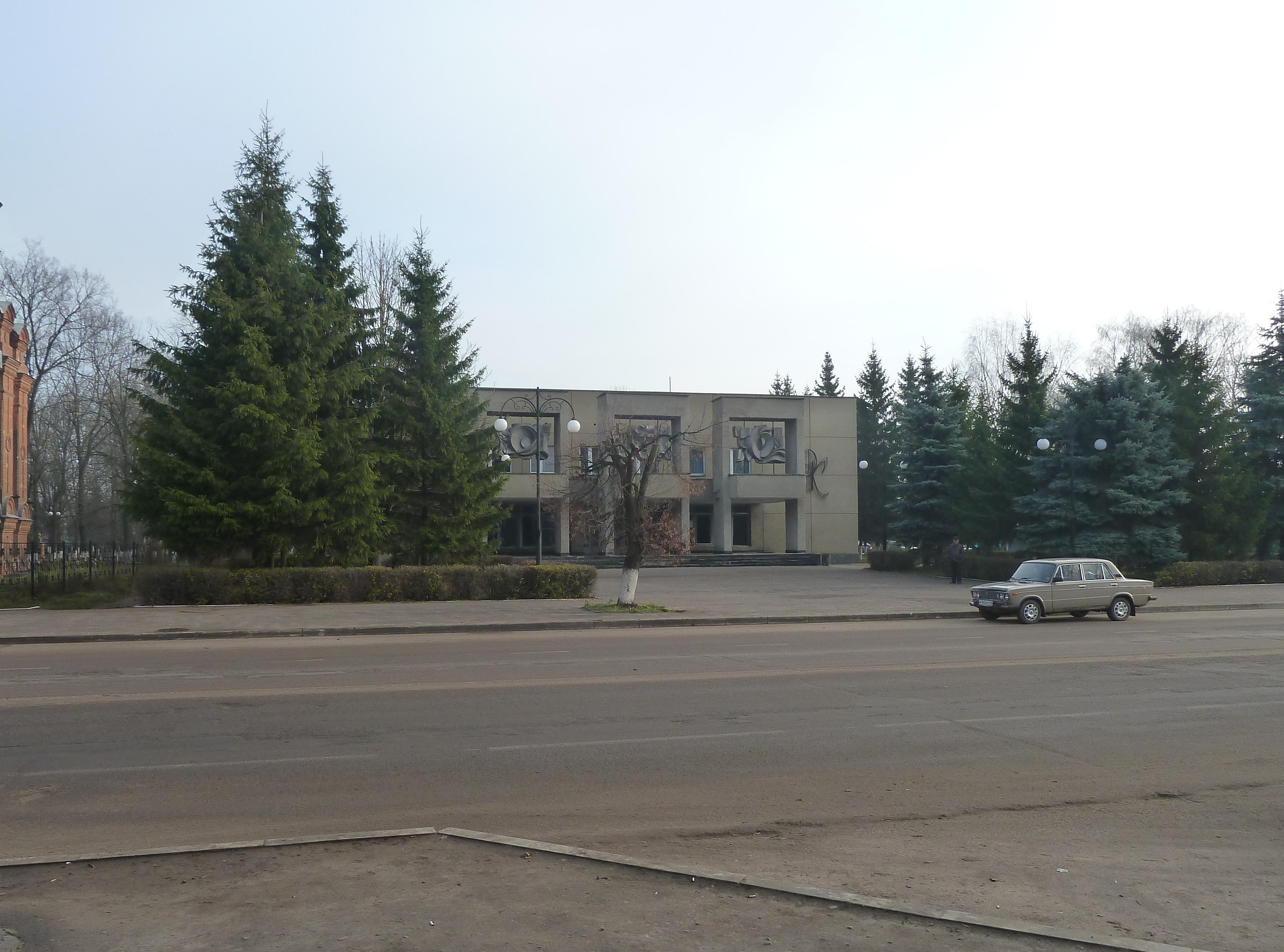
Дом Культуры
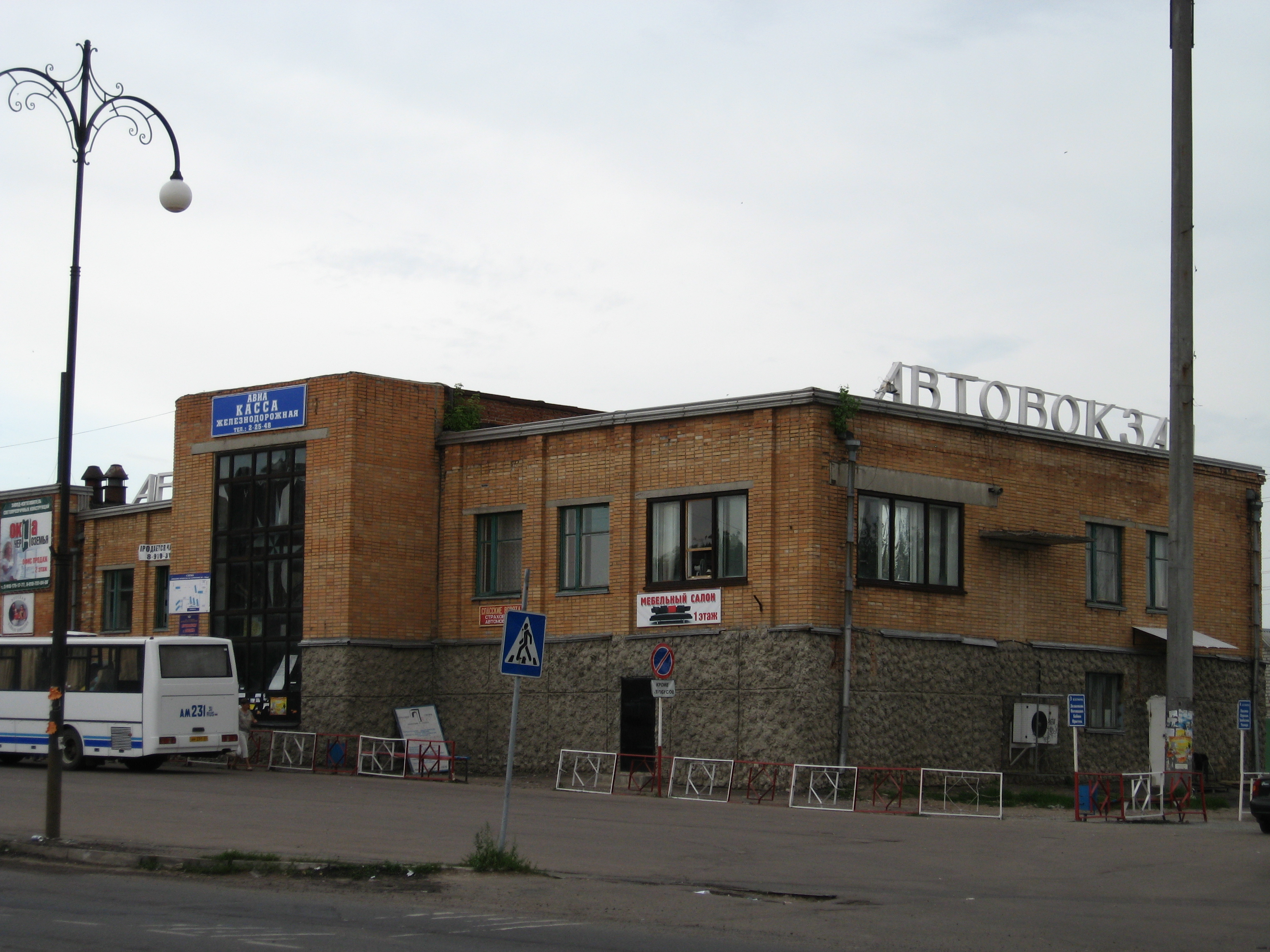
Автовокзал
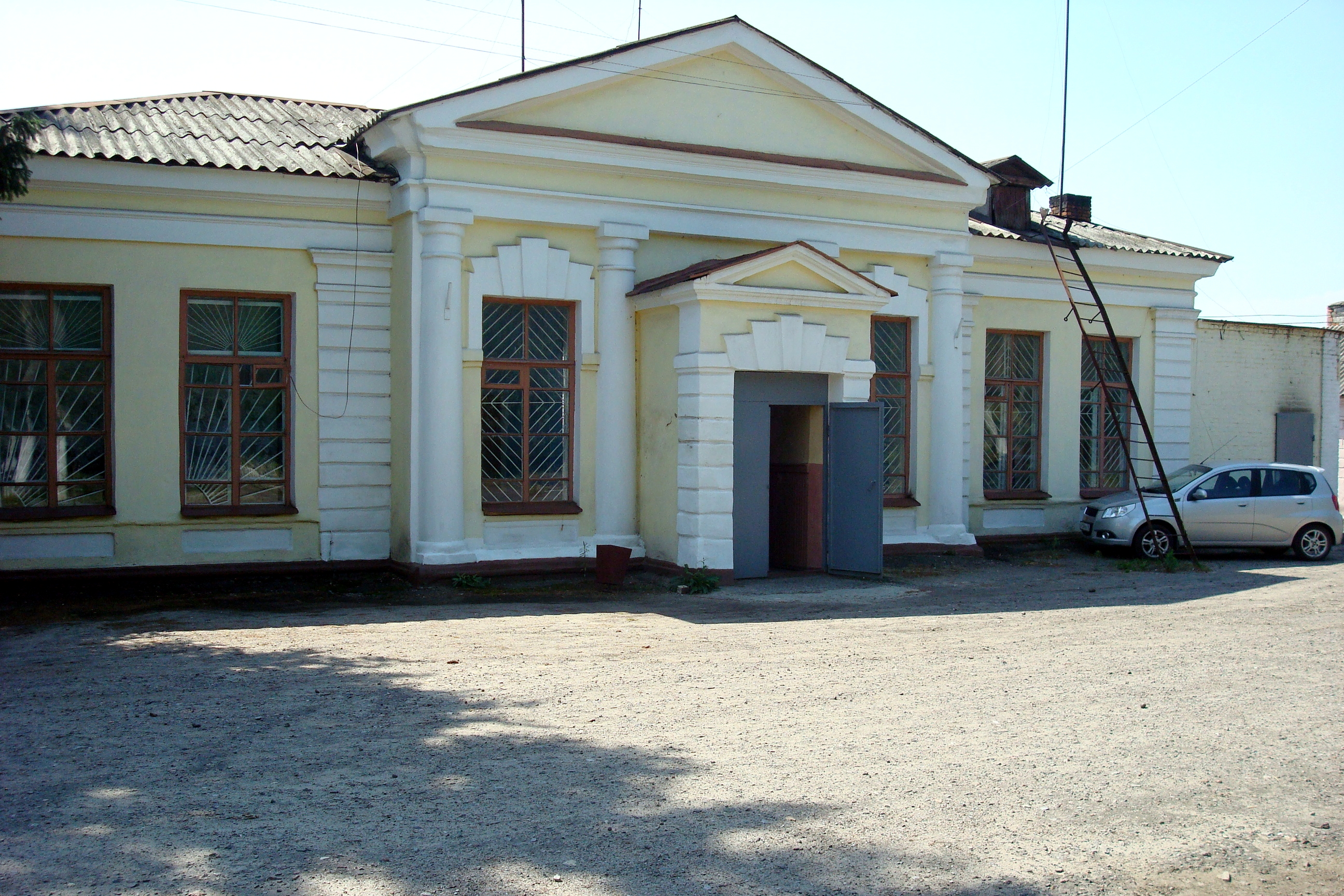
Железнодорожная станция
Тут похоронен Герой Советского Союза Меликян Хачатур Беглярович
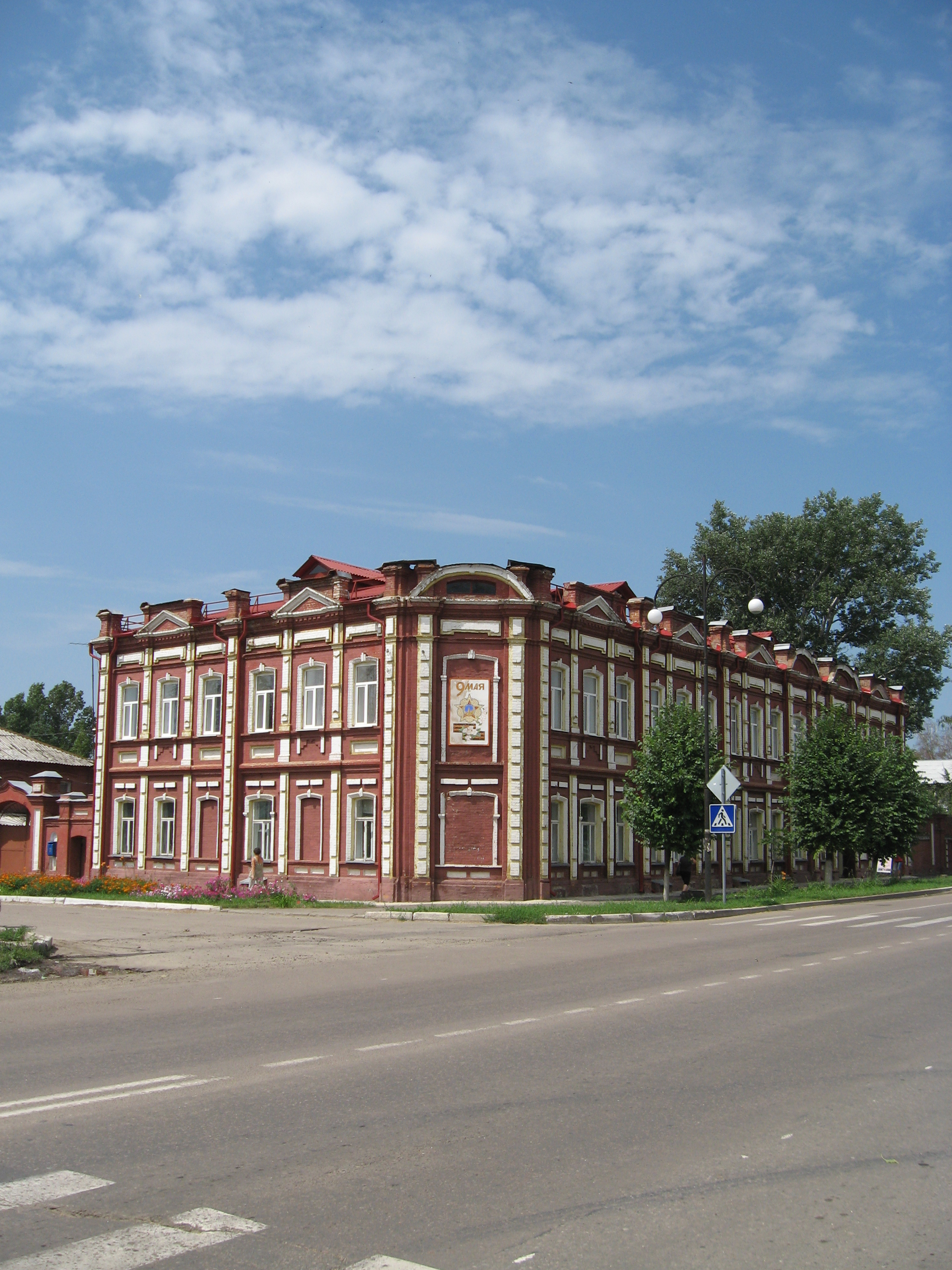
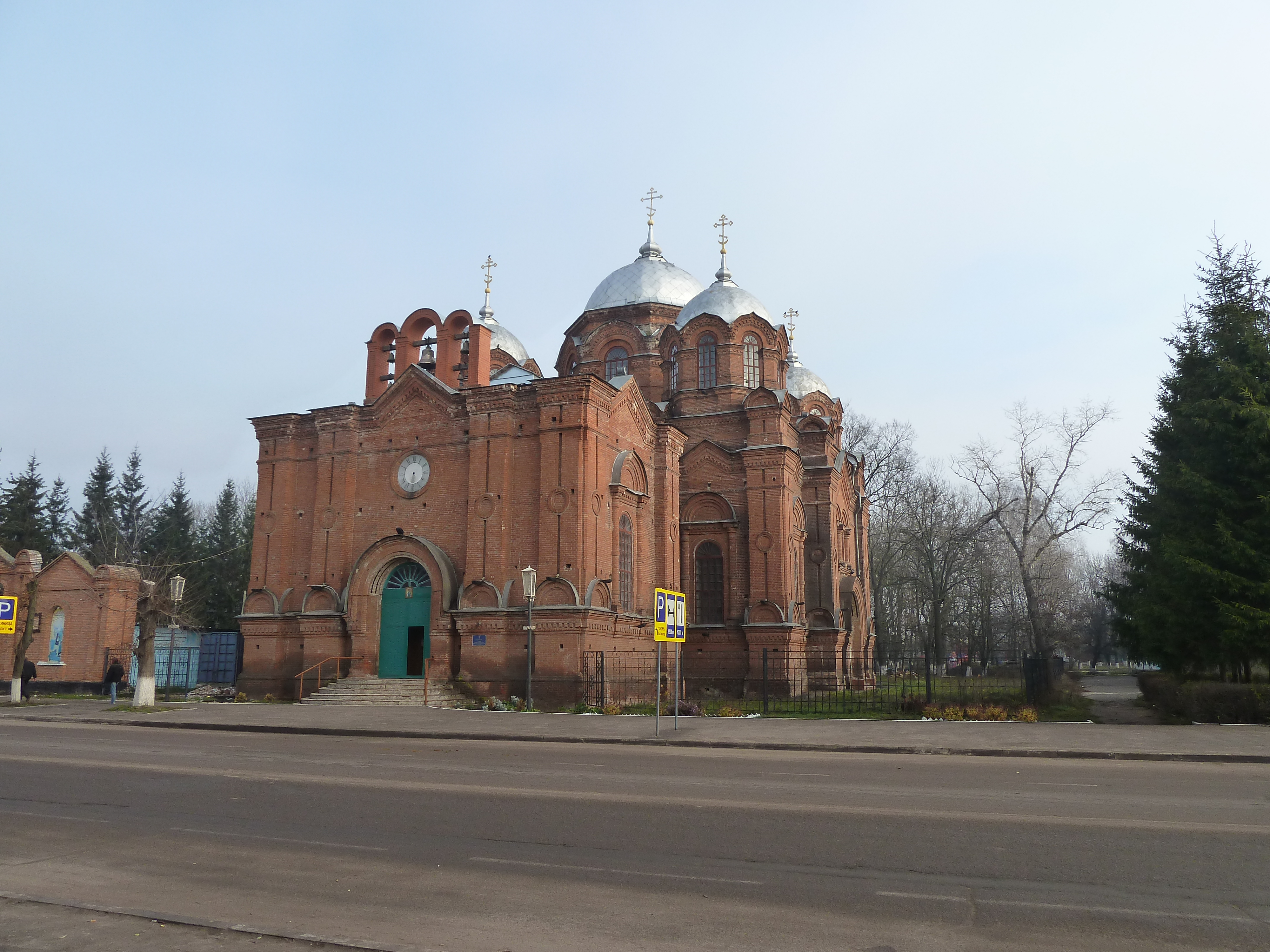
Храм Александра Невского (1907)
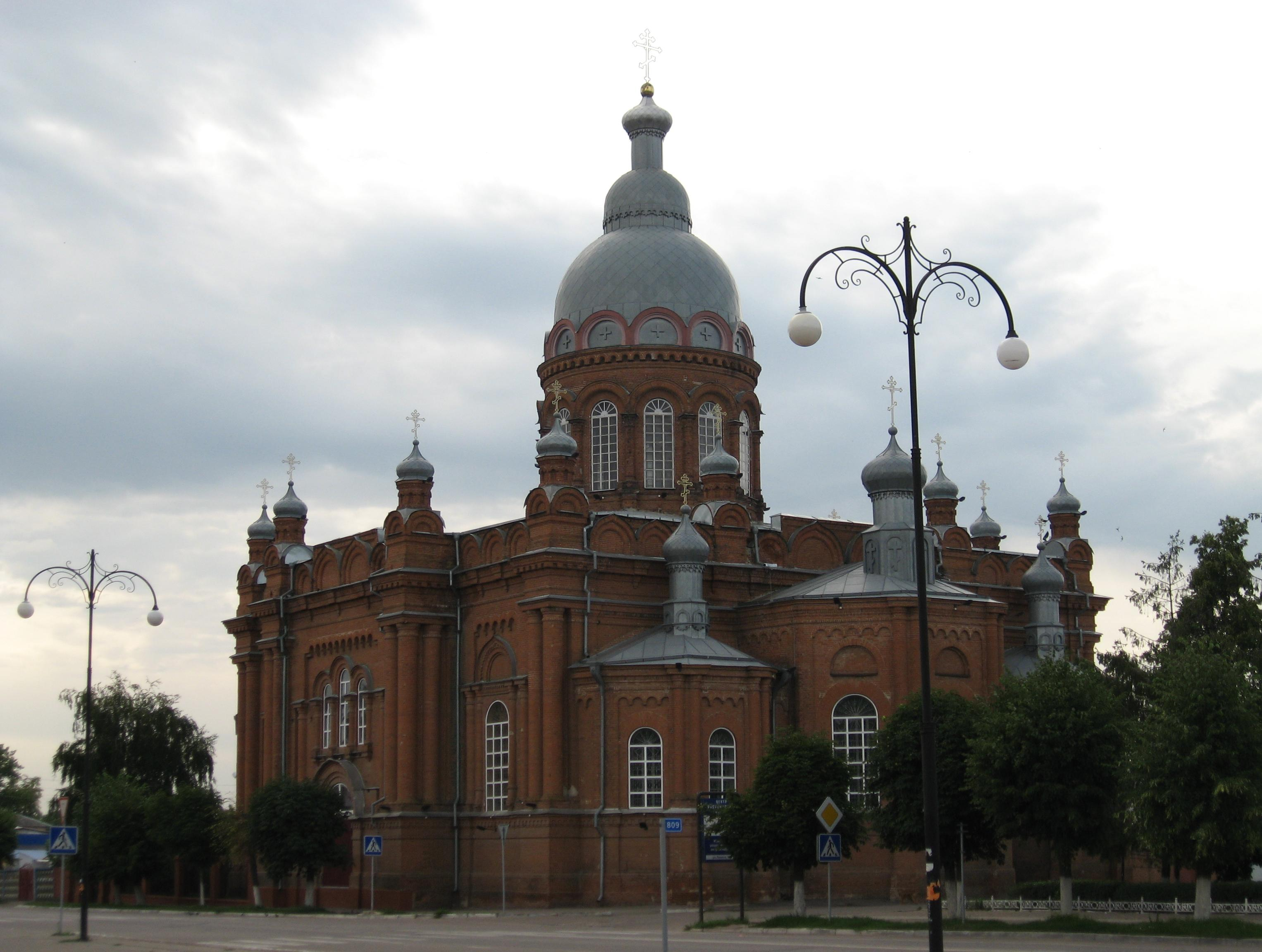
Свято-Троицкий собор (1898)
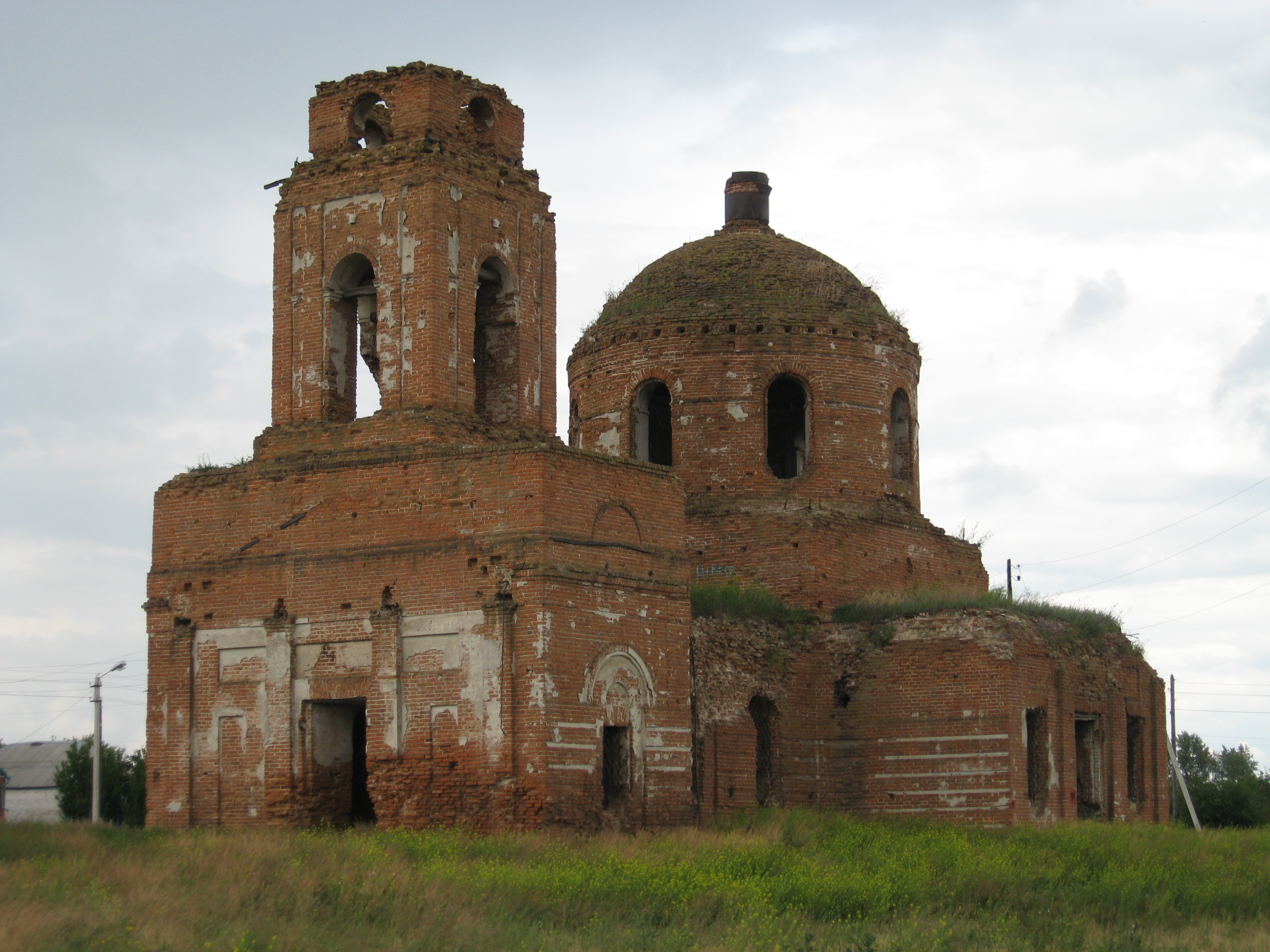
Свято-Ильинский храм (1841)
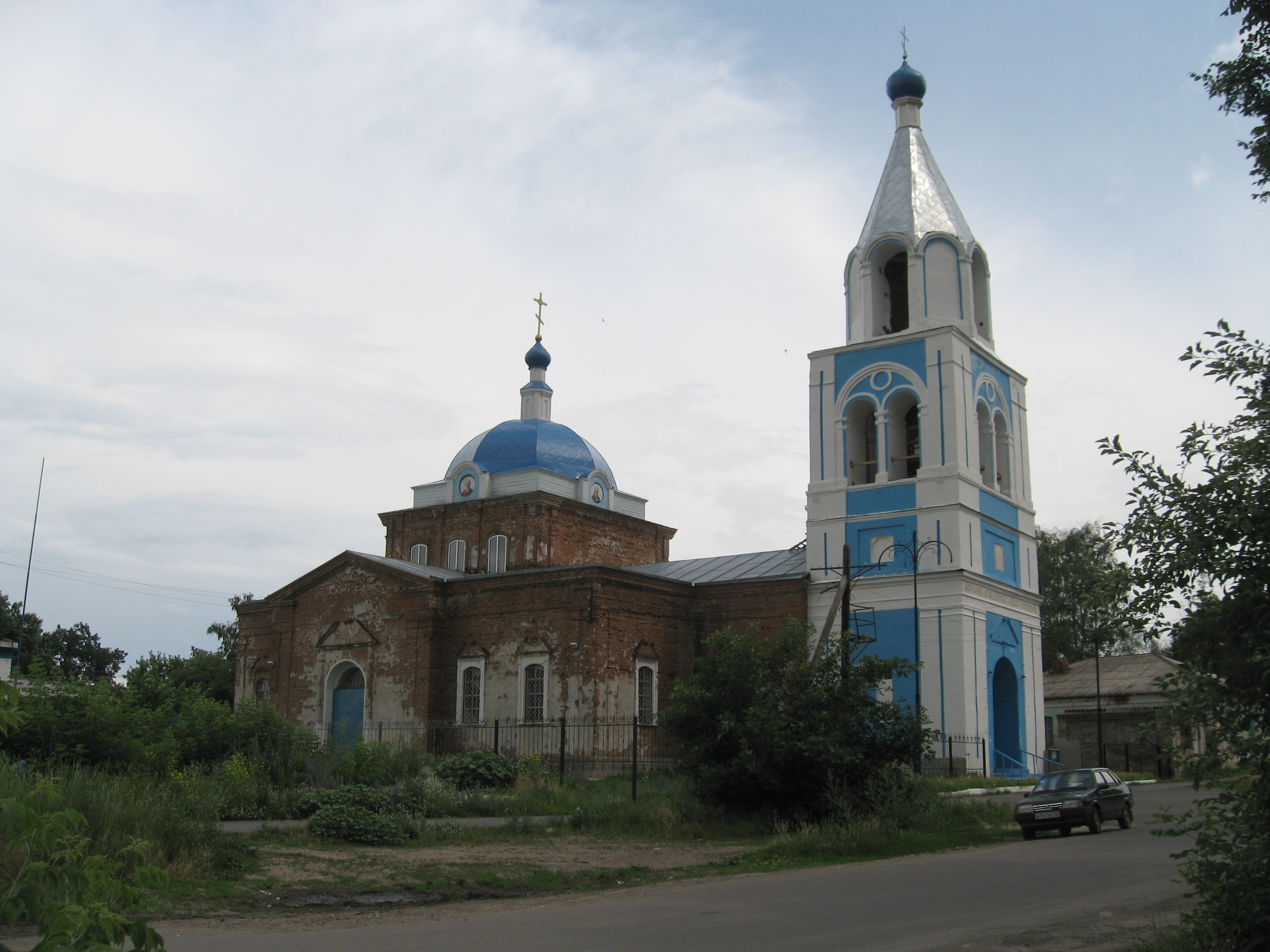
Церковь Смоленской иконы Божией Матери (1790)

### Комментарии
1. ↑  До войны Россия располагала первым в мире золотым запасом — около 1200 тонн. Чешский корпус захватил в Казани около 600 тонн. Большая часть этого золота была вывезена через Владивосток в Чехию. Московская часть золотого запаса была передана большевиками Германии по условиям Брестского мира и затем попала во Францию в качестве репараций.

### Сноски
1. 1 2 3  Численность постоянного населения Российской Федерации по муниципальным образованиям на 1 января 2024 года. Федеральная служба государственной статистики (27 апреля 2024). Дата обращения: 4 мая 2024.
2. ↑  СССР. Административно-территориальное деление союзных республик на 1 января 1980 года / Сост. В. А. Дударев, Н. А. Евсеева. — М.: Известия, 1980. — 702 с. — С. 157.
3. ↑  Закон Курской области от 21 октября 2004 года № 48-ЗКО «О муниципальных образованиях Курской области». Дата обращения: 17 сентября 2018. Архивировано 3 августа 2020 года.
4. ↑  Речка Обоянка. Дата обращения: 27 сентября 2010. Архивировано 19 августа 2014 года.
5. ↑  Танков А. А.  Глава 15. Города Курского края и участие в устройстве их дворян и детей боярских. // Историческая летопись Курского дворянства. — М.: Издание Курского дворянства, 1913. — Т. 1. Архивировано 14 июля 2014 года.
6. 1 2 3 4 5 6 7 8 9  редакционная коллегия: И. П. Бабин, А. В. Долженков, В. В. Енкуков, А. Н. Казакова, Е. С. Карпук, М. М. Озеров, И. М. Плаксин, А. И. Раздорский, В. М. Шокуров. Военно-политическая и социально экономическая история. // Об основании и строительстве Обояни. Архивировано 2 января 2014 года.
7. ↑  Указ об учреждении губерний и о росписании к ним городов
8. 1 2  Справочник «Освобождение городов: Справочник по освобождению городов в период Великой Отечественной войны 1941—1945». М. Л. Дударенко, Ю. Г. Перечнев, В. Т. Елисеев и др. М.: Воениздат, 1985. 598 с.
9. ↑  В Обояни сдана в эксплуатацию сеть уличного освещения (недоступная ссылка)
10. ↑  Новая объездная дорога разгрузит центр Обояни. Дата обращения: 28 сентября 2010. Архивировано из оригинала 19 августа 2014 года.
11. ↑  В честь кого названы улицы Обояни. Дата обращения: 25 июля 2019. Архивировано 25 июля 2019 года.
12. 1 2 3 4 5 6 7 8 9 10 11 12 13 14  Народная энциклопедия «Мой город». Обоянь
13. ↑  Курская губерния: список населённых мест по сведениям 1862 года — СПб.: Центральный статистический комитет, 1868. — 174 с.
14. 1 2  История города на официальном сайте
15. ↑  Курский губернский статистический отдел. Население городов Курской губернии по переписям 1920 и 1923 годов. [Вып. 3]. - Курск, 1927.
16. ↑  Всесоюзная перепись населения 1939 года. Численность городского населения СССР по городским поселениям и внутригородским районам
17. ↑  Всесоюзная перепись населения 1959 года. Численность городского населения РСФСР, её территориальных единиц, городских поселений и городски — Демоскоп Weekly.
18. ↑  Всесоюзная перепись населения 1970 года Численность городского населения РСФСР, ее территориальных единиц, городских поселений и городских — Демоскоп Weekly.
19. ↑  Всесоюзная перепись населения 1979 года Численность городского населения РСФСР, ее территориальных единиц, городских поселений и городских — Демоскоп Weekly.
20. ↑  Всесоюзная перепись населения 1989 г. Численность городского населения РСФСР, ее территориальных единиц, городских поселений и городских ра
21. ↑  Всероссийская перепись населения 2002 года. Численность населения субъектов Российской Федерации, районов, городских поселений, сельских н
22. ↑  Численность постоянного населения Российской Федерации по городам, посёлкам городского типа и районам на 1 января 2009 года
23. ↑  Всероссийская перепись населения 2010 года. Том 1. Численность и размещение населения Курской области
24. ↑  Численность населения Российской Федерации по муниципальным образованиям. Таблица 35. Оценка численности постоянного населения на 1 январ
25. ↑  Численность населения Российской Федерации по муниципальным образованиям на 1 января 2013 года. Таблица 33. Численность населения городских округов, муниципальных районов, городских и сельских поселений, городских населённых пунктов, сельских населённых пунктов — Росстат, 2013. — 528 с.
26. ↑  Таблица 33. Численность населения Российской Федерации по муниципальным образованиям на 1 января 2014 года
27. ↑  Численность населения Российской Федерации по муниципальным образованиям на 1 января 2015 года
28. ↑  Численность населения Российской Федерации по муниципальным образованиям на 1 января 2016 года — 2018.
29. ↑  Численность населения Российской Федерации по муниципальным образованиям на 1 января 2017 года — М.: Росстат, 2017.
30. ↑  Численность населения Российской Федерации по муниципальным образованиям на 1 января 2018 года — М.: Росстат, 2018.
31. ↑  Численность населения Российской Федерации по муниципальным образованиям на 1 января 2019 года
32. ↑  Численность населения Российской Федерации по муниципальным образованиям на 1 января 2020 года
33. ↑  Итоги Всероссийской переписи населения 2020 года (по состоянию на 1 октября 2021 года)
34. ↑  Численность населения Российской Федерации по муниципальным образованиям на 1 января 2023 года. Дата обращения: 1 марта 2024.
35. ↑  с учётом городов Крыма
36. ↑  Численность населения Российской Федерации по муниципальным образованиям на 1 января 2025 года
37. ↑  Итоги Всероссийской переписи населения 2020 года. Том 5. Национальный состав и владение языками. Таблица 1. Национальный состав населения по городским округам и муниципальным районам. Дата обращения: 20 октября 2023. Архивировано 24 мая 2023 года.
38. ↑  Аварцы (3), Азербайджанцы (7), Белорусы (7), Греки (1), Грузины (2), Казахи (1), Киргизы (1), Лезгины (1), Литовцы (1), Молдаване (2), Немцы (2), Ногайцы (1), Узбеки (1), Французы (1), Указавшие другие ответы о национальной принадлежности (140), Нет национальной принадлежности (9), Лица, в переписных листах которых национальная принадлежность не указана (143)
39. ↑  Текст произведения на сайте ФЭБ. Дата обращения: 1 января 2014. Архивировано 2 января 2014 года.
40. ↑  «Яблочного» профессора — под расстрел. Дата обращения: 14 марта 2011. Архивировано из оригинала 11 сентября 2012 года.
41. ↑  Обоянский педагогический колледж. Дата обращения: 20 июля 2022. Архивировано 30 декабря 2021 года.